# Bartholomeus Amicus
Pour les articles homonymes, voir Amicus et Amico.
Bartholomeus Amicus ou Bartolomeo Amico, né à Anzi en 1562 et mort à Naples en 1649, est un jésuite, philosophe et théologien italien.

## Biographie
Né à Anzi, en Lucanie, en 1562, il commença par étudier le droit civil et canon, entra dans la Compagnie de Jésus en 1581 et y poursuivit alors tout le curriculum. Il enseigna ensuite la philosophie et la théologie au collège de Naples, et y fut longtemps préfet des études. Il y mourut en 1649.

## Œuvres
Amico est l'auteur d'un vaste commentaire aristotélicien intitulé In universam Aristotelis philosophiam Notæ et Disputationes, 7 vol. in-fol. Ces sept volumes, dont le 1er à deux parties, parurent successivement à Naples, depuis 1623 jusqu’en 1648.
Le commentaire d'Amico se distingue du modèle classique de Suárez, Toledo ou Pereira, en ce qu'il y présente systématiquement les nouvelles théories des competitores, comme Christophorus Clavius ou Copernic lui-même, fruit du débat entre scientifiques, théologiens et philosophes au sein du Collège jésuite napolitain durant le premier quart du XVIIe siècle, au sein duquel il cherche à établir toujours le primat de la théologie sur les mathématiques et l'astronomie moderne, en faisant de celles-ci tout au plus un usage instrumental.